# Malasiqui
Malasiqui é um município de  primeira classe de renda municipal (d) na província Pangasinan, nas Filipinas. De acordo com o censo de 1 de maio  de  2020 possui uma população de 143 094 pessoas e 34 428 domicílios.